# Peder Schwane Bang
Peder Schvane Bang (eller Peder Schwane Bang) (født 21 oktober 1744 i Egebjerggård i Danmark, død 7 maj 1792 i Odsherred, Sjælland, Danmark), var en dansk teolog. 
Bang var født på Egebjerggård, som søn af kommerceråd Niels Christian Jørgensen Bang, der var godsforvalter over de kongelige godser i Odsherred, og Ulrikke Eleonore Pedersdatter Schvane. 
Han blev student fra Herlufsholm 1761, cand.theol. fra Københavns Universitet 1764 og derefter residerende kapellan i Vig og Asmindrup. 
I perioden 1774-1780 var Bang præst i Hitra præstegæld (bestående af dagens Hitra kommune og Freya kommune) i Norge. Måske er hans vigtigste bidrag til eftertiden det litterære værk "Beskrivelse over Hitterens Præstegield". Værket giver en unik indsigt i 1700-tallets samfund på Hitra, den blev udgivet efter at han forlod præstegældet. Bang bidrog også til samfundet på andre måder i overensstemmelse med de offentlige uddannelse idealerne. Bang sikret, at en forening var et skolesystem og reformeret fattigvesenet. Han var en typisk norsk kartoffel præst og påståde selv, at han introducerede kartoflen til præstegældet.
Fra 1780 var han i Aggershus stift i Norge.
Han blev derefter præst i Stenløse og Veksø fra 2. september 1785 til 1787.
Peder Schwane Bangs barnebarn Peter Georg Bang (1897-1861) var Danmarks fjerde statsminister, professor i romerret ved Københavns Universitet og direktør for Nationalbanken.